# Margaroperdix madagarensis
La perdiz malgache (Margaroperdix madagarensis) es una especie de ave galliforme de la familia Phasianidae. Es endémica de Madagascar. Habita en bosques húmedos de tierras bajas y bosques montanos. Es la única especie dentro del género Margaroperdix.